# Abraham Klein
Abraham Klein (em hebraico:  אברהם קליין), (b 29 de Março de 1934)  é um ex-árbitro de futebol israelense. Ele arbitrou entre 1965 e 1982, incluindo as Olimpíadas de 1968 e 1976 e importantes jogos no México 1970, na Argentina 1978 e nas finais da Copa do Mundo de Espanha 1982.
Na Copa do Mundo da Espanha em 1982, foi árbitro na famosa partida Itália-Brasil 3-2 com show daquele que seria o carrasco do Brasil na copa, Paolo Rossi. Foi bandeirinhas da final entre Itália e Alemanha Ocidental no Estádio Santiago Bernabéu em Madri, arbitrado pelo brasileiro Arnaldo César Coelho. A partida Itália-Brasil não foi transmitida pelas televisões dos países árabes por causa da nacionalidade do árbitro.

## Trabalhos publicados
- Abraham Klein; Rubi Shalev (1 de julho de 1995). The Referee's Referee: Becoming the Best. [S.l.: s.n.] ISBN 978-0-916802-26-4